# Parazitska bolest
Parazitske bolesti (lat. morbi parasitici) ili parazitoze (lat. parasitoses), infektivne bolesti su koje uzrokuju ili prenose paraziti. Mnogi paraziti ne uzrokuju bolesti. Parazitske bolesti mogu pogoditi praktično sve žive organizme, uključujući biljke i sisare. Nauka o parazitskim bolestima zove se parazitologija. Parazitske bolesti su odgovorne za oko 14 000 000 smrti godišnje, predstavljajući 25% globalnog mortaliteta, ili jednu od četiri smrti prema SZO-u.
Neki paraziti kao što su Toxoplasma gondii i Plasmodium spp. mogu direktno uzrokovati bolest, dok drugi organizmi mogu uzrokovati bolest toksinima koje proizvode.

## Terminologija
Iako organizmi poput bakterija funkcionišu kao paraziti, upotreba termina parazitska bolest obično je ograničena. Tri glavna tipa organizama koji uzrokuju ova stanja jesu protozoe (uzrokuju protozojsku infekciju), helminti (uzrokuju helminitijazu) i ektoparaziti. Protozoe i helminti obično su endoparaziti (u pravilu žive unutar tela domaćina), dok ektoparaziti obično žive na površini domaćina. Povremeno se definicija parazitske bolesti ograničava na bolesti izazvane endoparazitima.